# Aklop
Aklop (även Apelka, estniska: Alliklepa) är en by (estniska: küla) i Lääne-Harju kommun i landskapet Harjumaa i Estland. Den ligger invid Finska viken, 58 km sydväst om huvudstaden Tallinn. Byn hade 15 invånare år 2011.
Aklop ligger 17 km sydväst om centralorten Paldiski. Byn ligger vid viken Allika laht som avgränsas i väster av Korsnäsudden och i nordöst av Kolviksudden. Aklop angränsar till byarna Keip i väst, Näsbyn i öst och Ängesbyn i söder. I havet utanför ligger Rågöarna. 
Aklop ligger i en trakt som tidigare beboddes av estlandssvenskar, byns namn har även skrivits Apelka och det estlandssvenska uttalet är aglop, aklop eller apälka. Namnet är ursprungligen estniskt och betyder källmarken. Inom dagens bygränser för Aklop ligger även de tidigare estlandssvenska byarna Uglas (uttalas oglas, estniska: Ugla), Hästvik (uttalas Essvi, estniska: Esve), Kolvik (uttalas Kålek,  estniska: Kolviku) och Björnsved (uttalas Bjunsve, estniska: Piunse). I Aklop öppnades en privat svensk folkskola, som fick en egen byggnad 1935. Enligt folkräkningen från 1934 var 5 av 13 gårdar i Aklop svenskspråkiga, och i ytterligare tre gårdar förstod man svenska. Nästan alla estlandssvenskar flydde till Sverige i samband med andra världskriget. 
Aklop har tillhört Vippals kommun och tillhörde Padis kommun 1992-2017.

## Bilder

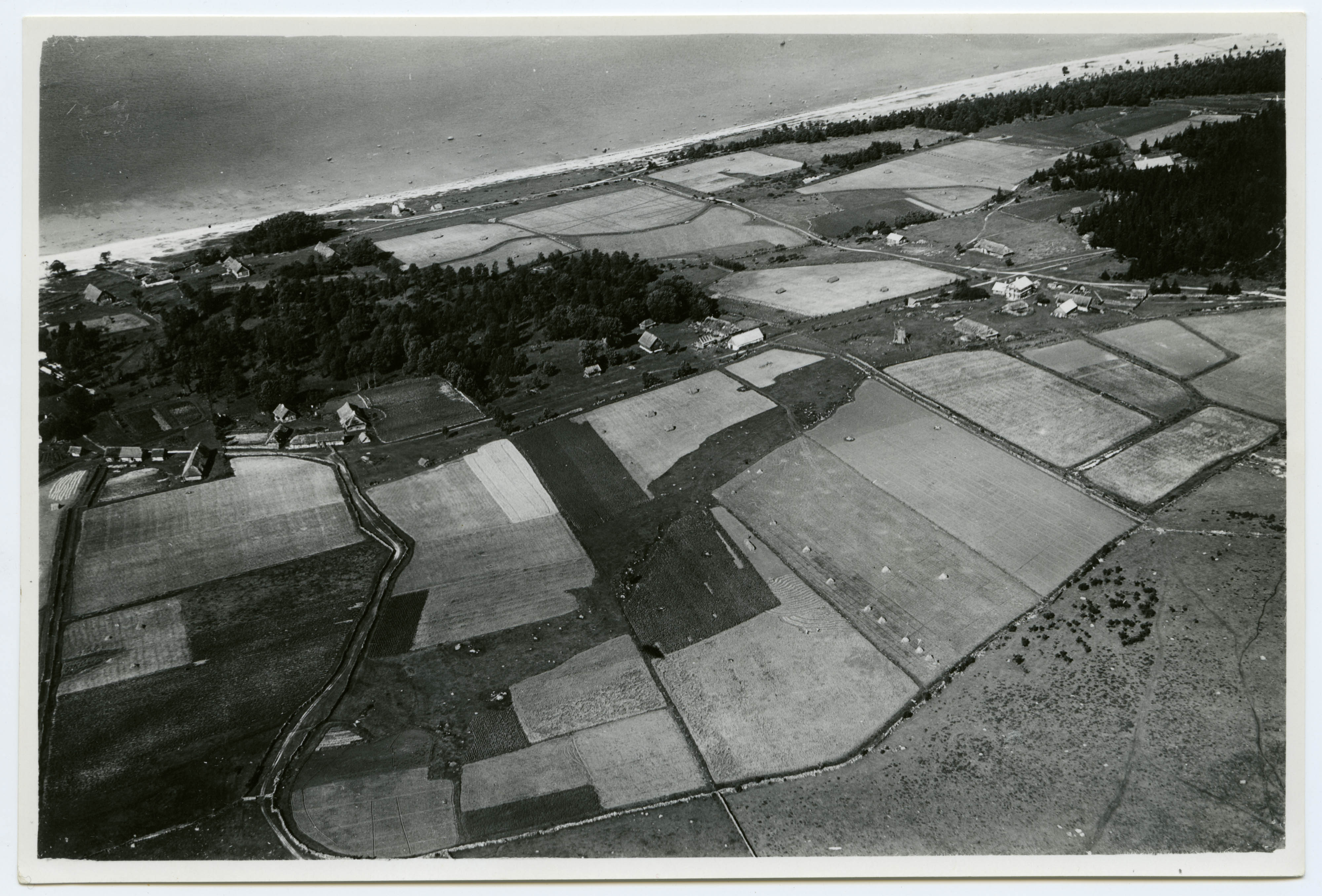
Aklop år 1934